# أملجية
أملجية (الاسم العلمي: Phyllanthaceae) هي فصيلة نباتية تتبع رتبة الملبيغيات من طائفة البذريات.

## أسر
- الأملجاوات (الاسم العلمي:Phyllanthoideae)

## أجناس
- أملج